# Oncidium nebulosum
Oncidium nebulosum är en orkidéart som beskrevs av John Lindley. Oncidium nebulosum ingår i släktet Oncidium och familjen orkidéer. Inga underarter finns listade i Catalogue of Life.